# Nemesis Divina
Nemesis Divina (latinski: "Božanski neprijatelj") treći je studijski album norveškog black metal-sastava Satyricon. Album je 22. travnja 1996. objavila diskografska kuća Moonfog Productions.
Sastav je opisao album "mračnijim" i "agresivnijim" u usporedbi sa svojim prethodnim radovima.
Cjelokupno remasterirano izdanje albuma bilo je objavljeno 2016. godine u povodu dvadesete godišnjice albuma.

## Naslovnica
Naslovnica Nemesis Divine, koju su dizajnirali Halvor Bodin i Stein Løken, u to je doba bila smatrana prilično revolucionarnom po black metal standardima. Sastav je komentirao: "Standard su tada činile amaterske slike niske kvalitete i fontovi bijednog izgleda". Časopis Decibel komentirao je kako je naslovnica "više nalikovala djeliću radionice Davea McKeana nego Xeroxiranoj slici u očevom uredu [...] Bogat bojama i simbolikom, prvoklasni dizajn prevrnuo je naglavačke vrlo svetu zemlju".

## Popis pjesama
Tekstovi i glazba: Satyr, osim pjesme "Du som hater Gud" koju je napisao Fenriz. 
| 1.    | »The Dawn of a New Age«                  | 7:28 |
| 2.    | »Forhekset« (Začaran)                    | 4:32 |
| 3.    | »Mother North«                           | 6:26 |
| 4.    | »Du som hater Gud« (Vi koji mrzite Boga) | 4:21 |
| 5.    | »Immortality Passion«                    | 8:23 |
| 6.    | »Nemesis Divina«                         | 6:55 |
| 7.    | »Transcendental Requiem of Slaves«       | 4:44 |
| 42:45 |                                          |      |

## Recenzije
Nemesis Divina općenito se smatra klasičnim albumom black metal žanra. AllMusic je u svojoj recenziji napisao: "Ovo je dalekosežno epsko djelo suštinski black metal". Terrorizer je o Nemesis Divini komentirao kako je "[Satyricon] doživio gotovo čarobno poboljšanje. Pjesme poput početnog čudovišta 'The Dawn of a New Age', središnje skladbe 'Mother North' i naslovne pjesme bile su jače od bilo koje druge pjesme iz Satyriconove prošlosti. Satyrovo uvijek impresivno umijeće stvaranja rifova i pisanja pjesama pokazivalo je zrelost koju još tada primjerice nije bio postigao profinjeni kolega Emperor".
Za pjesmu "Mother North" objavljen je i glazbeni spot, što je unutar tadašnje black metal scene bilo neuobičajeno. Video započinje "Plesom vitezova". Video se također nakratko pojavio u filmu Spun.
Godine 2009. IGN je uvrstio Nemesis Divinu na svoju ljestvicu "10 odličnih black metal albuma", dok ga je časopis Decibel uvrstio u svoju "dvoranu slavnih".

## Zasluge
| Satyricon - Satyr – vokali, solo gitara, bas-gitara, dizajn slika u knjižici albuma, logotip - Kveldulv – ritam gitara - Frost – bubnjevi, logotip albuma Dodatni glazbenici - Gerlioz – sintesajzer, klavir - Nebelhexë – govorni dio na "The Dawn of a New Age" | Ostalo osoblje - Union of Lost Souls – dizajn slika u knjižici albuma, logotip albuma - Per Heimly Productions – fotografije u knjižici albuma - Anne Cecilie – šminka za članove sastava na slikama u knjižici albuma |